# El derecho de nacer (1981)
El derecho de nacer (magyarul: A születés jogán), egy 1981-ben készült mexikói telenovella, a Televisa gyártásában. Főszereplők Verónica Castro , Sergio Jiménez, Erika Buenfil és Humberto Zurita voltak, míg a gonosz szerepekben Ignacio López Tarso, Beatriz Castro és Malena Doria voltak.

## Történet
A történet elején egy fiatal nő orvosa tanácsát kéri, aki terhes és azon vívódik, hogy elvetesse-e a gyerekét vagy sem. Az orvos megnyugtatja a nőt, aki megkéri a nőt hallgassa meg a történetét, az orvos Alberto Limonta, aki a Del Junco család történetét meséli el...
Don Rafael Del Junco (Ignacio López Tarso ) egy veracruzi, köztiszteletben álló család feje. Rendkívül fontos számára a családjának jó hírneve és abszolút engedelmességet követel lányaitól, María Elenától (Verónica Castro) és Matildétől (Beatriz Castro) és feleségétől, Clemenciától (María Rubio) is. María Elena viszonyt folytatott egy utazó ügynökkel, Alfredo Martinezzel, akit a lány teherbe esik, amint ezt Alfredo megtudja, otthagyja a lányt.
Don Rafael, éktelen haragjában elküldi távol az otthonukból, María Elenát és a színesbőrű dadust María Doloreszt (Socorro Avelar ), hogy megkímélje a családot a botránytól. A két nő Bruno – Don Rafael egyik emberének – foglyává vállnak, akinek Don Rafael utasításba adta, hogy amint a baba megszületik, meg kell ölnie.
María Dolores, hogy megmentse a gyerek életét, megszervezi az eltűnését és Mexikóvárosba szökik a gyerekkel. A gyerek Alberto Limonta nevet kapja, María Dolores vezetéknevét, aki nem tud semmit Del Juncoékról.
A történet sok évvel később folytatódik, amikor Alberto visszatér Veracruzba, hogy a városi kórház rezidenseként dolgozzon. Itt ismerkedik meg Ameliával, egy fiatal lánnyal, aki beleszeret a fiúba, de a házassági ajánlatát Amelia (Laura Flores) visszautasítja, amikor megtudja, hogy anyja színesbőrű.  Ezt követően Alberto szerelmi viszonyba kerül a kórház egyik önkéntesével, Cristinával, aki Matilde örökbefogadott lánya és egyben Alberto vérszerinti nagynénje.
Alberto kapcsolatba kerül a Del Junco családdal, hisz Cristina (Erika Buenfil) bemutatja Albertót az egész családnak, Matildét kivéve az egész családdal jól kijön. María Elena különleges köteléket érez unokahúga barátja iránt. María Elena közben apácaként egy zárdában él, aki rég lemondott arról, hogy fiát és dadaját valaha megtalálja.
A drámai fordulat akkor következik be amikor Don Rafael megtudja hogy María Dolores a városban van és vérátömlesztést kapott. Ekkor María Dolores felfedi, hogy a doktor, Alberto Limonta, nem más min a Del Junco vérszerinti örökös, az unokája, akit annak idején meg akart öletni.
Don Rafael miután hazament a hír hallatán agyvérzést kapott amely miatt lebénult és nem tudott beszélni. Hónapok telnek, hogy Don Rafael nem tudja María Elenának elmondani az igazságot. Egy felfokozott érzelmi állapotban Maria Elena és Maria Dolores elmondja Albertónak a teljes igazságot.
Alberto ennek hallatán boldogság helyett szomorúságot és haragot érez, hisz azt hiszi Cristina így első unokatestvére, így nem veheti őt feleségül. Matilde ekkor a lelkiismeret és szomorúsága miatt elmondja Cristinának, hogy ő nem a vérszerinti gyereke, hanem örökbe fogadta. Ekkor a két szerelmes végül mégis össze tud házasodni.
Don Rafael már újra képes beszélni és megkéri Albertót, hogy vegye fel a Del Junco nevét, amit Alberto elutasít, hisz neki a Limonta azért kell, mert vele nőtt fel.

## Szereposztás
- Verónica Castro – María Elena del Junco
- Sergio Jiménez – Jorge Luis Armenteros
- Ignacio López Tarso – Don Rafael del Junco
- María Rubio – Clemencia del Junco
- Humberto Zurita – Alberto Limonta
- Salvador Pineda – Alfredo Martínez
- Socorro Avelar – María Dolores Limonta
- Erika Buenfil – Isabel Cristina del Río
- Beatriz Castro – Matilde del Junco
- Cristian Castro – Alberto (gyerekként)
- Malena Doria – Sor Julia
- Laura Flores – Amelia Montero
- Miguel Macía – Alejandro Sierra
- Miguel Ángel Ferriz – Osvaldo Martínez
- Fernando Balzaretti – Ricardo del Río
- Alba Nydia Díaz – Virginia
- Manuel Ojeda – Armando
- Julio César Inbert – Bruno
- Eduardo Liñán – Juan atya

## Érdekességek
- A sorozatban María Elenát és Matildét játszó Veronica és Beatriz Castro a valóságban is testvérek, a gyerek Albertót alakító, Cristian Castro pedig Verónica Castro fia a valóéletben is.
- Manuel Ojeda és Socorro Avelar később együtt szerepeltek a Megveszem ezt a nőt című sorozatban.
- Ignacio López Tarso és Salvador Pineda később együtt szerepeltek az Esmeralda című sorozatban.
- Erika Buenfil és Laura Flores később együtt szerepeltek a Marisol és a Tres mujeres sorozatokban.